# HMW (Hallein)
HMW is een Oostenrijks historisch merk van motorfietsen, bromfietsen, scooters en hulpmotoren.
De bedrijfsnaam was: Halleiner Motorrad Werke, Hinterberger, Schreitl & Co., Hallein, later H.M.W. motorenwerke, Kottingbrunn (1946-1963). In de advertenties werd dat ook uitgelegd als: Het Motorisch Wonder.
De Halleiner Motorradwerke werden in 1946 opgericht voor de productie van de 49cc-"Fuchs" tweetakt-hulpmotor voor fietsen. Deze waren ontworpen door de Nederlander Jan Jonker. De Fuchs-hulpmotoren waren vooral bekend vanwege de enorme herrie die ze voortbrachten.
Bovendien maakte men 100cc-motorfietsjes. In 1955 kwamen er zeer goede 50cc-bromfietsen, evenals lichte 75cc-motorfietsen en scooters. Alle HMW-modellen waren tweetakten. In 1963 werd de productie beëindigd.
Of er een verband bestaat met (Tapella-) Fuchs in Milaan is niet duidelijk.
- Voor andere merken met de naam Fuchs, zie Fuchs (Erkelenz) - Fuchs (Milaan).
- Er was nog een merk met de naam HMW, zie HMW (Haspe).